# Liste der Monuments historiques in Magny-Saint-Médard
Die Liste der Monuments historiques in Magny-Saint-Médard führt die Monuments historiques in der französischen Gemeinde Magny-Saint-Médard auf.

## Liste der Objekte
| Bezeichnung                | Beschreibung                        | Standort                       | Kennzeichnung | Schutzstatus | Datum | Bild |
| -------------------------- | ----------------------------------- | ------------------------------ | ------------- | ------------ | ----- | ---- |
| Skulptur Heiliger Medardus | Kalkstein, 16. Jahrhundert          | in der Kirche St-Médard (Lage) | PM21001396    | Classé       | 1923  |      |
| Glocke (1)                 | Bronze, 1734 gegossen               | in der Kirche St-Médard (Lage) | PM21001397    | Classé       | 1923  |      |
| Glocke (2)                 | Bronze, Erstguss 1784, Neuguss 1891 | in der Kirche St-Médard (Lage) | PM21001398    | Classé       | 1943  |      |